# Hungaria (planetoïde)
(434) Hungaria is een kleine planetoïde in een baan om de zon, in het binnenste deel van de planetoïdengordel tussen de banen van de planeten Mars en Jupiter. Hungaria heeft een licht elliptische baan, die meer dan 22° helt ten opzichte van de ecliptica. Tijdens een omloop varieert de afstand tot de zon tussen de 1,800 en 2,088 astronomische eenheden.

## Ontdekking en naamgeving
Hungaria werd op 11 september 1898 ontdekt door de Duitse astronoom Max Wolf op de Landessternwarte Heidelberg-Königstuhl in Heidelberg. Wolf was een pionier in de astrofotografie en zou in totaal 248 planetoïden ontdekken.
Hungaria is genoemd naar Hongarije, omdat in 1898 in Boedapest een conferentie voor sterrenkundigen werd georganiseerd.

## Eigenschappen
Hungaria is de naamgever van de Hungariafamilie, een groep planetoïden die vermoedelijk bij dezelfde botsing of inslag zijn ontstaan. Alle leden van de familie hebben banen in het binnenste deel van de planetoïdengordel, binnen de 1:4 Kirkwoodscheiding. Hungaria is mogelijk ook verwant met planetoïde (3103) Eger, die waarschijnlijk de bron is van op aarde gevonden aubriet-meteorieten.
Hungaria wordt door spectraalanalyse ingedeeld bij de E-type planetoïden. E-type planetoïden hebben een relatief hoog albedo (en daarom een helder oppervlak) en zijn rijk in het mineraal enstatiet. Hungaria draait in 22,5 uur om haar eigen as.